# Fábio Gonçalves
Fábio Gonçalves, comúnmente conocido como Fabinho, es un futbolista brasileño que milita en el Sport Recife, cedido por el Botafogo como centrocampista defensivo.

## Carrera
Nació en Cruzeiro, São Paulo, debutó en Camboriú en 2006, con 20 años. En 2009, fue transferido a Campinense, y luego fichó por el Baraúnas y Alecrim para después unirse al América-RN en septiembre de 2011.
Fabinho con el América-RN logra ascender a la Serie B a fines de ese año, jugando solo cuatro partidos. Debuta en la competencia un 19 de mayo de 2012, en una goleada de 5-2 del América-RN sobre el Goiás como locatarios.
Fue titular indiscutible para su equipo durante los años siguientes, su primer gol para el club fue anotado el 20 de enero de 2013, siendo el único de su equipo en la derrota por 1-2 en casa contra el Vitória, por la Copa do Nordeste de ese año. fichó por el club Figueirense de la Série A.
Fabinho ha jugado más de 100 partidos competitivos para Ceará durante tres temporadas y ganó la Copa do Nordeste 2020 con el club.

## Palmarés

### Como jugador

#### Torneos regionales
| Título              | Club                       | Estado/Región             | Año  |
| ------------------- | -------------------------- | ------------------------- | ---- |
| Campeonato Potiguar | América Futebol Clube (RN) | Río Grande del Norte      | 2012 |
| Campeonato Potiguar | América Futebol Clube (RN) | Río Grande del Norte      | 2014 |
| Campeonato Gaúcho   | Sport Club Internacional   | Río Grande del Sur        | 2016 |
| Copa do Nordeste    | Ceará Sporting Club        | Región Nordeste de Brasil | 2020 |